# I когорта астуров
I когорта астуров (лат. Cohors I Asturum) — вспомогательное подразделение армии Древнего Рима.
Данное подразделение было набрано из испанского народа астуров. Из надписей известно, что в 106 году оно стояло лагерем в провинции Норик. По всей видимости, когорта была там размещена ещё в эпоху правления династии Флавиев. Крепость, в которой она дислоцировалась, получила в её честь название Астура. Известны имена нескольких солдат данного подразделения.